# Saint-Georges (Canada)
Saint-Georges is een stad (ville) in de Canadese provincie Québec en telt 29.562 inwoners (2006).